# 乾谷

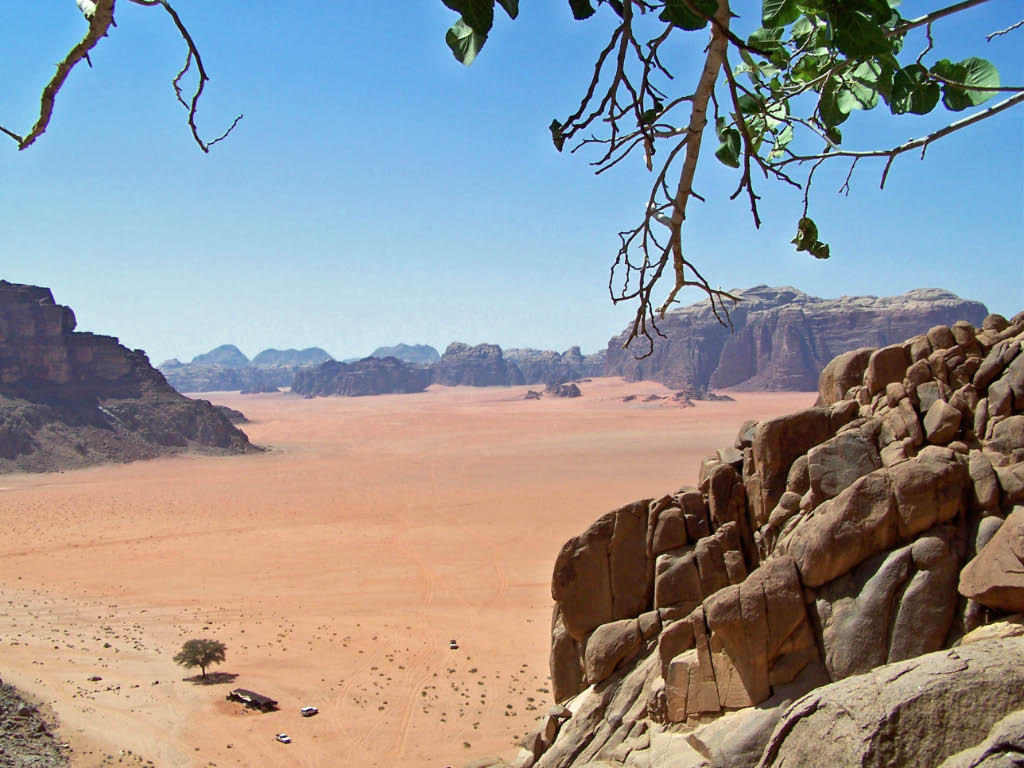
乾谷

乾谷（阿拉伯语：‎，羅馬化：wādī），或称旱谷、乾河床，在翻译地名时一般作乾河，指北非和阿拉伯沙漠地區乾涸的沙礫河床，地下水的水平不在地面，時有水時無水，時為商旅的交通道路。在岩溶地貌中，地表河谷流水注入落水洞，即转入地下，原河谷下游段或衰变成为无水流动的乾谷。

## 图集

阿曼東部區東北省的拜尼哈立德乾河（英语：Wadi Bani Khalid）[2][3]
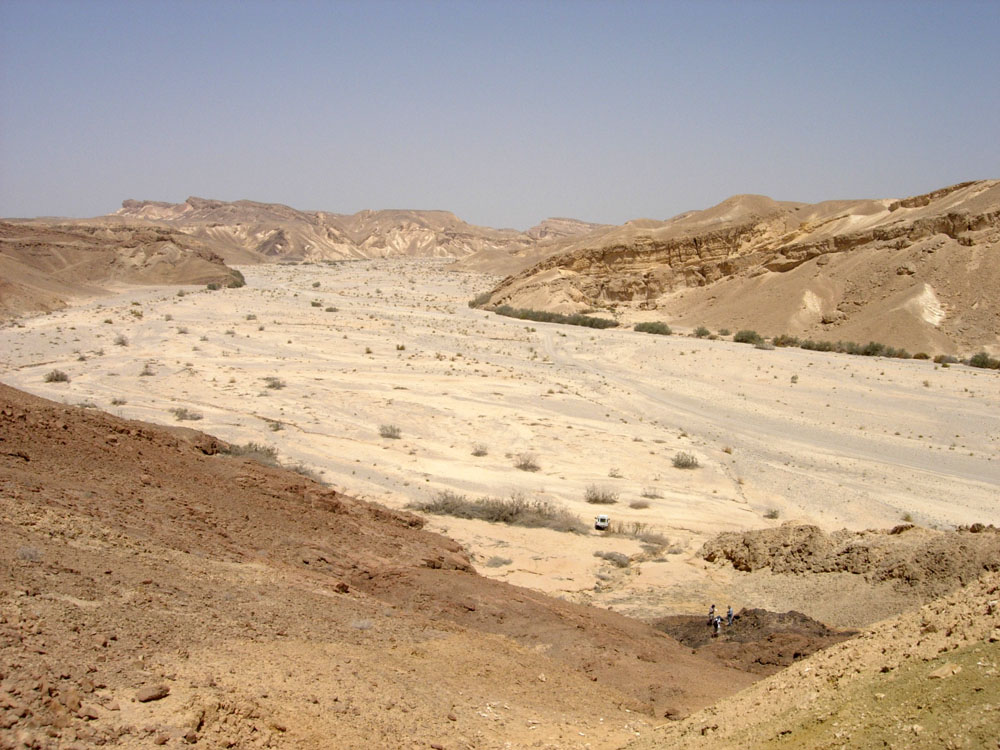
以色列內蓋夫帕兰河（英语：Nahal Paran）的乾谷
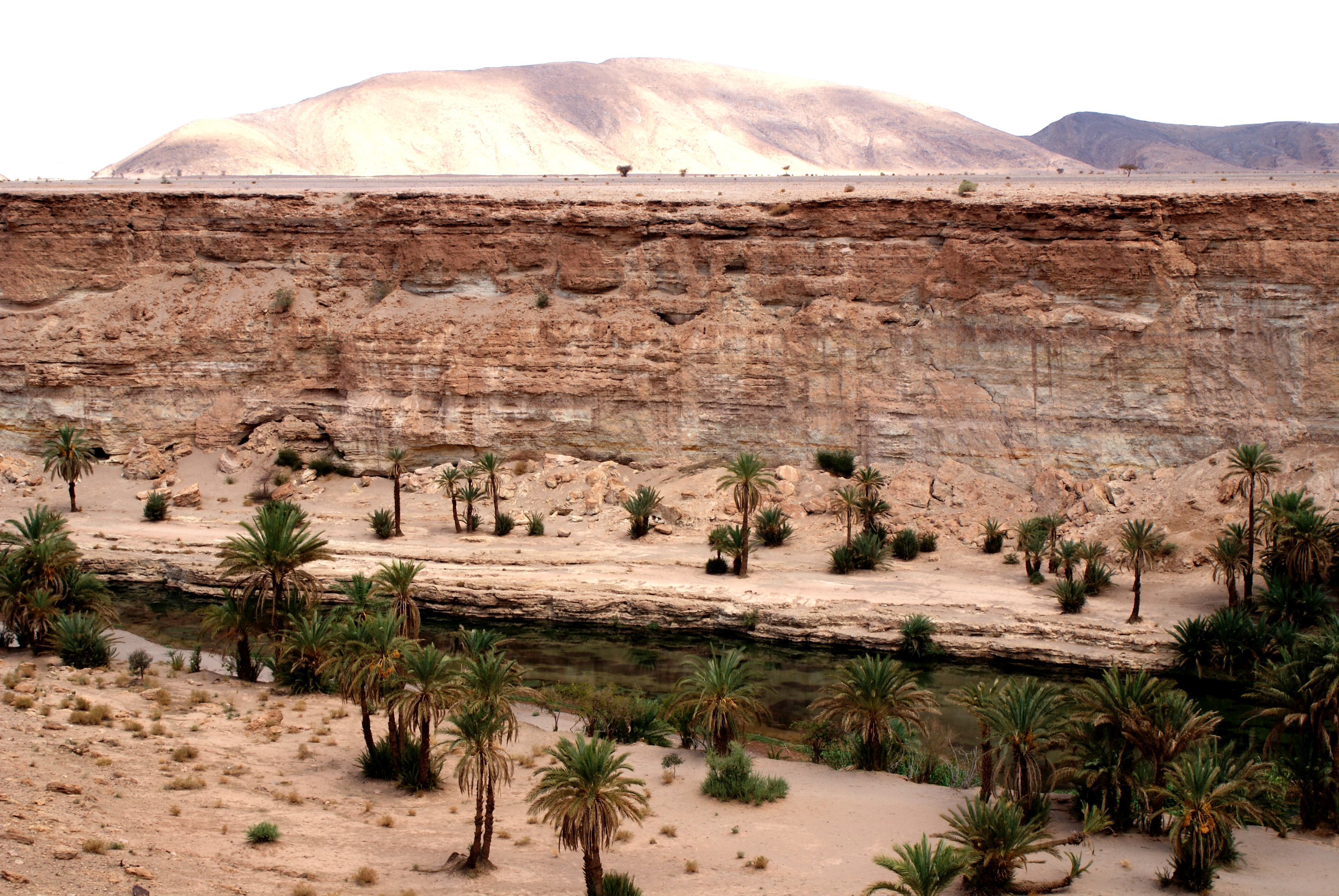
非洲北部摩洛哥的Oued Tissint
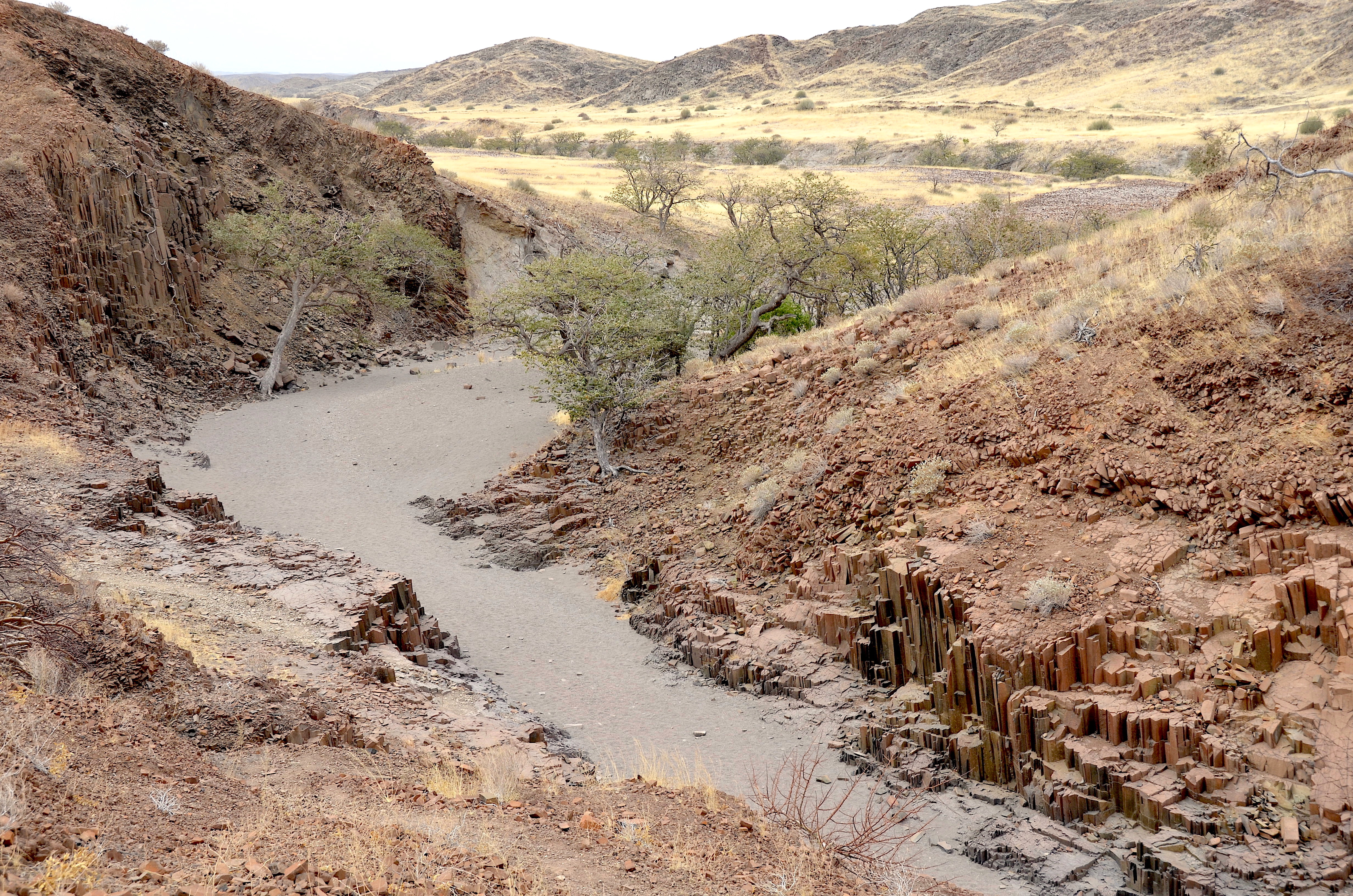
非洲南部纳米比亚的一条干河道行经柱状玄武岩
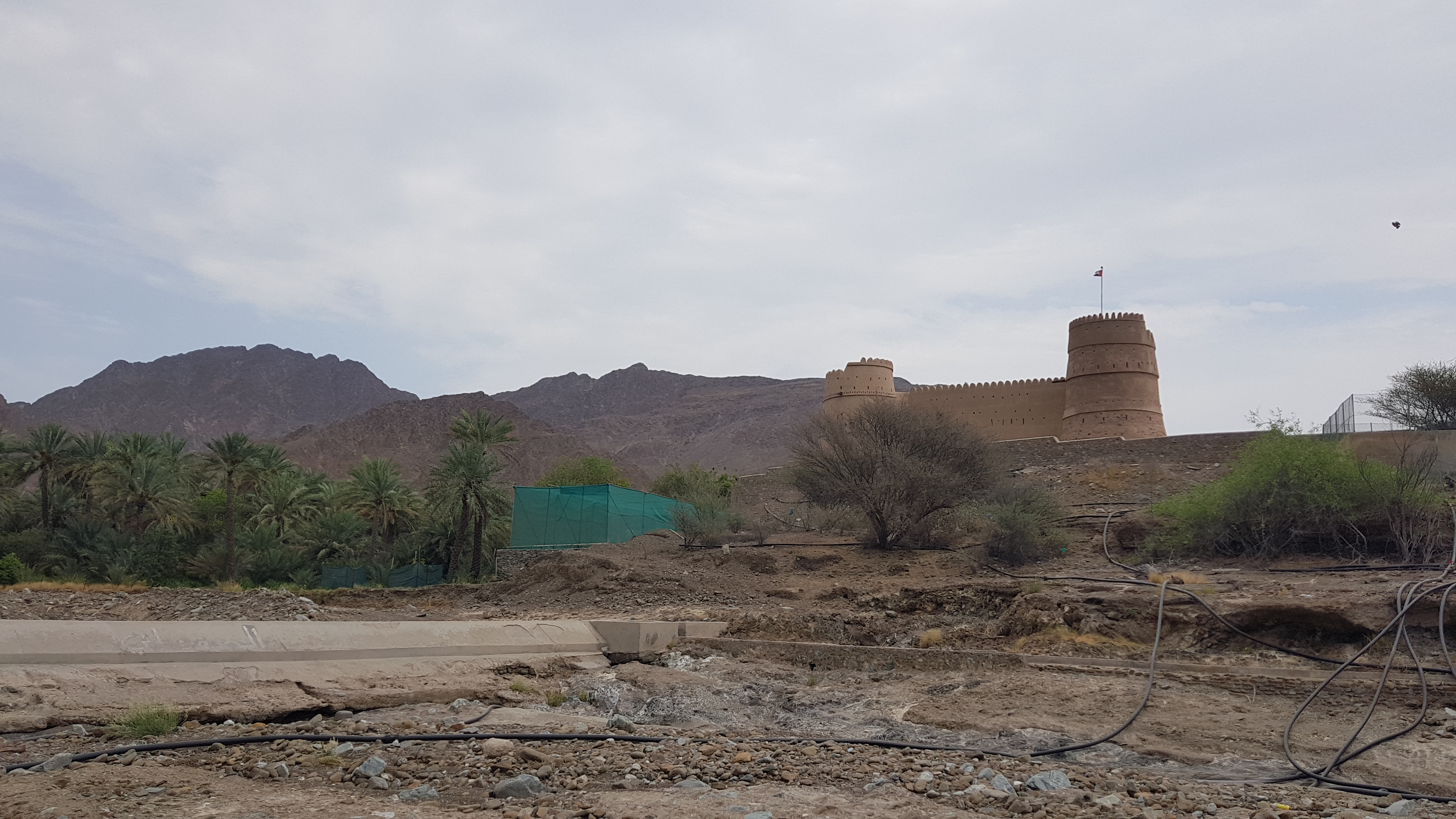
阿拉伯联合酋长国Wadi Ham的Al Bithnah堡
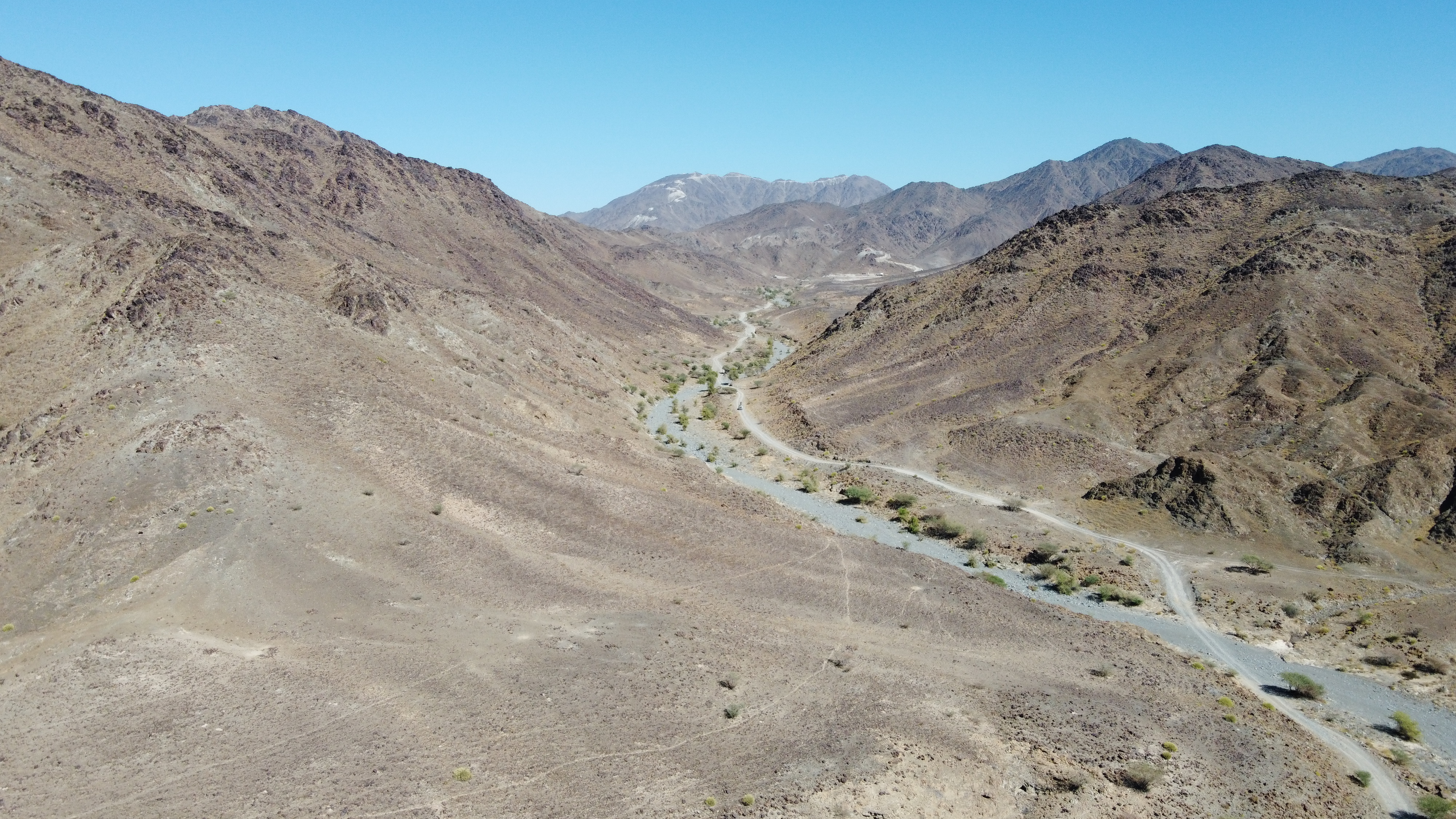
阿拉伯联合酋长国的Wadi Shawka干河